# Faisalabad
Faisalabad, tidigare Lyallpur, är en stad i den pakistanska provinsen Punjab, och är landets tredje största stad efter Karachi och Lahore. Folkmängden uppgick till 3,2 miljoner invånare vid folkräkningen 2017.
Staden är ett viktigt industriellt center med bland annat stor textilindustri. I distriktet utanför staden finns produktiva odlingar. I staden finns också det prestigefyllda University of Agriculture och andra lärosäten.
Faisalabad, en livlig stad i Pakistan, har många utbildnings-, industri- och ekonomiska centra. Staden är känd för sin livliga kommersiella aktivitet och erbjuder sina invånare en blandning av tradition och modernitet. Några av de viktigaste områdena som formar det dynamiska landskapet i Faisalabad är listade här

## Historia
Innan staden grundades 1880 var området sparsamt befolkat. 1880 föreslog kapten Poham Young en ny stad, designad efter Union Jack, med åtta vägar som löpte från Clock Tower, i stadens centrum. De åtta vägarna utvecklades till åtta olika bazarer. Artificiella kanaler byggdes också, vilket gjorde bevattning av området runt staden möjligt. Genom löften om mark lyckades staden locka många nya invånare. Staden var ursprungligen en äldre del av Jhang och Sandalbar, ett ca 50 kvadratkilometer stort område som bestod av tät skog och som beboddes av olika stammar. 1895 färdigställdes järnvägen mellan Wazirabad och Lyallpur. Staden har bytt namn tre gånger genom historien. Det ursprungliga namnet var Chenab Colony, därefter omdöptes den till Sandalbar, sedan Lyallpur och slutligen Faisalabad, ett namnbyte som genomfördes 1977 för att hedra kung Faisal av Saudiarabien.